# Markus Buchheit
Markus Buchheit (ur. 11 sierpnia 1983 w Räckelwitz) – niemiecki polityk, prawnik i politolog, deputowany do Parlamentu Europejskiego IX i X kadencji.

## Życiorys
Z wykształcenia prawnik i politolog, studiował na Universität Bayreuth, Fernuniversität in Hagen oraz Uniwersytecie Ludwika i Maksymiliana w Monachium. Pracował m.in. w firmach prawniczych.
Od 2014 był zatrudniony w Parlamencie Europejskim, m.in. we frakcji Europa Narodów i Wolności. W międzyczasie wstąpił w szeregi Alternatywy dla Niemiec. W wyborach w 2019 z jej ramienia uzyskał mandat eurodeputowanego IX kadencji. Z powodzeniem ubiegał się o poselską reelekcję w 2024.